# Маргарита Сицилийская
Маргарита Сицилийская, также известная как Маргарита Гогенштауфен и Маргарита Германская (1 декабря 1237, Фоджа, Апулия — 8 августа 1270, Франкфурт-на-Майне) — принцесса Сицилии и Германии, член дома Гогенштауфенов. В браке ландграфиня Тюрингии и пфальцграфиня Саксонии.
Дочь императора Священной Римской империи Фридрих II и его третьей жены Изабеллы Английской.

## Жизнь
Трудно установить дату её рождения, поскольку неизвестно, сколько точно детей родилось у Изабеллы Английской. В некоторых источниках говорится, что она была первым или вторым ребенком, родившимся к концу 1237 года; в других утверждается, что она была последним ребёнком, родившимся в декабре 1241 года, когда Изабелла умерла в родах.
В 1240 году Маргарита была обручена с Альбрехтом, старшим сыном и наследником Генриха III Светлейшего, маркграфа Мейсена. Брак состоялся в июне 1255 года; невеста в качестве приданого получила имперское имущество Плейсснерланд (города Альтенбург, Цвиккау, Хемниц и Лайсниг).
Супруги поселились в резиденции в Эккартсберге, а затем переехали в Вартбург, где она родила пятерых детей: трёх сыновей (Генриха, Фридриха и Дицмана) и двух дочерей (Маргариту и Агнес). Через её второго сына Фридриха Маргарита стала прародительницей курфюрстов и королей Саксонии, и английских королев Маргариты Анжуйской и Анна Клевской.
В 1265 году её муж получил титулы ландграфа Тюрингии и пфальцграфа Саксонии после отречения своего отца, который сохранил контроль над Мейсеном.
После казни своего племянника Конрадина (29 октября 1268 года) Маргарита формально унаследовала титул королевы Сицилии и стала генеральной наследницей притязаний Гогенштауфенов на герцогство Швабия и королевство Иерусалим (несмотря на то, что она не происходила от иерусалимских царей, её отец Фридрих II сам претендовал на королевство).
Муж Маргариты плохо с ней обращался, а когда она обнаружила его связь с Кунигундой фон Эйзенберг, то 24 июня 1270 года покинула Вартбург. Согласно легенде, перед отъездом в прощальных рыданиях она случайно укусила своего сына Фридриха в щеку; отныне его прозвали Фридрих Укушенный. Маргарита отправилась во Франкфурт-на-Майне, где её тепло встретили горожане. Она умерла там всего шесть недель спустя.

## Дети
- Генрих (12 марта 1256—1282), сеньор Плейзенлендеса; жена: с 1271/1272 Ядвига (ок.1252—?), дочь Генриха, князя Вроцлавского
- Фридрих I Укушенный (1257—16 ноября 1323), пфальцграф Саксонии с 1281, ландграф Тюрингии с 1291, маркграф Мейсена с 1307
- Дитрих III (Дицман) (1260—10 декабря 1307), ландграф Тюрингии (Дитрих I) с 1299, маркграф Нидерлаузица 1293—1304, маркграф Остерланда с 1291
- Маргарита (ум. после 1273)
- Агнес (до 1264—после 1332); муж: с 1282 Генрих I (1261—7 сентября 1322), герцог Брауншвейг-Грубенхагена